# Всеукраїнський літературний конкурс імені Володимира Дроцика
Всеукраїнський літературний конкурс імені Володимира Дроцика заснований у 2011 році Червоноградським літературним об'єднанням «Третій горизонт» на честь українського поета, журналіста та шахтаря Володимира Дроцика (1940-1993 р.р.).
Конкурс щорічно відбувається у Червонограді. Дитяча центральна міська бібліотека, де розмістився «штаб» конкурсу, постійно отримує листи, книги, матеріали з України та з-за кордону. Авторська географія конкурсу доволі широка: Київ, Львів, Закарпаття, Червоноград, Сокаль, Дрогобич, Турка, Горлівка, Івано-Франківськ, Рівне, Золочів, Франція, Німеччина, США тощо.
До участі запрошуються автори книг у номінаціях: поезія, проза, дитяча  книга, краєзнавство, колективні  видання  (альманахи). Авторська книга 2012 року подається чи надсилається автором у трьох примірниках. Неодмінно додається супровідний лист, у якому треба вказати адресу і контактний телефон. Книги, альманахи надсилати за адресою: Міська бібліотека для дітей, вул. Шептицького, 1, м. Червоноград, Львівська область, 80103. Бібліотека працює щодня (крім суботи й останнього дня місяця) з 10.00 до 18.00. Строки подання творів оголошуються щорічно через засоби масової інформації.
Книги, надіслані на конкурс ім. Володимира Дроцика залишаються як подарункові у фондах бібліотек Червонограда. Лауреати, переможці, учасники нагороджуються медалями, дипломами, грамотами-подяками.
Цей літературний захід високо оцінили Елла Красноступ, Роман Гоман, Василь Тарчинець, Богдан Ладанай та інші.